# Podgóra (powiat piaseczyński)
Podgóra – wieś sołecka w Polsce, położona w województwie mazowieckim, w powiecie piaseczyńskim, w gminie Góra Kalwaria.
W latach 1975–1998 wieś należała administracyjnie do województwa warszawskiego.